# 브릴리언
브릴리언(ブリリアン)은 일본의 코미디 듀오이다. 주식회사 와타나베 엔터테인먼트(Watanabe Entertainment Co., Ltd.) 소속.
'블루종 치에미 with B'로도 활동 중이다.

## 인물
- 토쿠다 코지(徳田浩至, 1987년 12월 20일 ~ )
- 스기우라 다이키(杉浦大毅, 1987년 6월 19일 ~ )